# Catedral de Sant Nicolau del Mar
La catedral de Sant Nicolau del Mar (en rus Никольский морской собор, Nikolski morskoi sobor) és una gran església d'estil barroc elisabetià situada al centre de Sant Petersburg (Rússia), a la plaça de Sant Nicolau o Nikólskaia Plósxad. Pertany a l'Església ortodoxa russa i està dedicada a sant Nicolau de Mira, patró de la gent de mar.

## Història
La catedral va ser construïda els anys 1753-62 segons el projecte de Savva Txevàkinski, un dels grans arquitectes russos del segle xviii, substituint una antiga església de fusta. Fou fundada per als mariners i els empleats de l'Almirallat, que vivien en aquella zona, i per això es va posar sota l'advocació del seu patró, sant Nicolau, per la qual cosa es coneix com l'església del Mar, o dels Mariners. Entre 1755 i 1758 se'n va construir el campanar, exempt, de quatre pisos, rematat amb una agulla daurada, que se situa vora el canal de Kriúkov, a una distància sensible de la catedral.

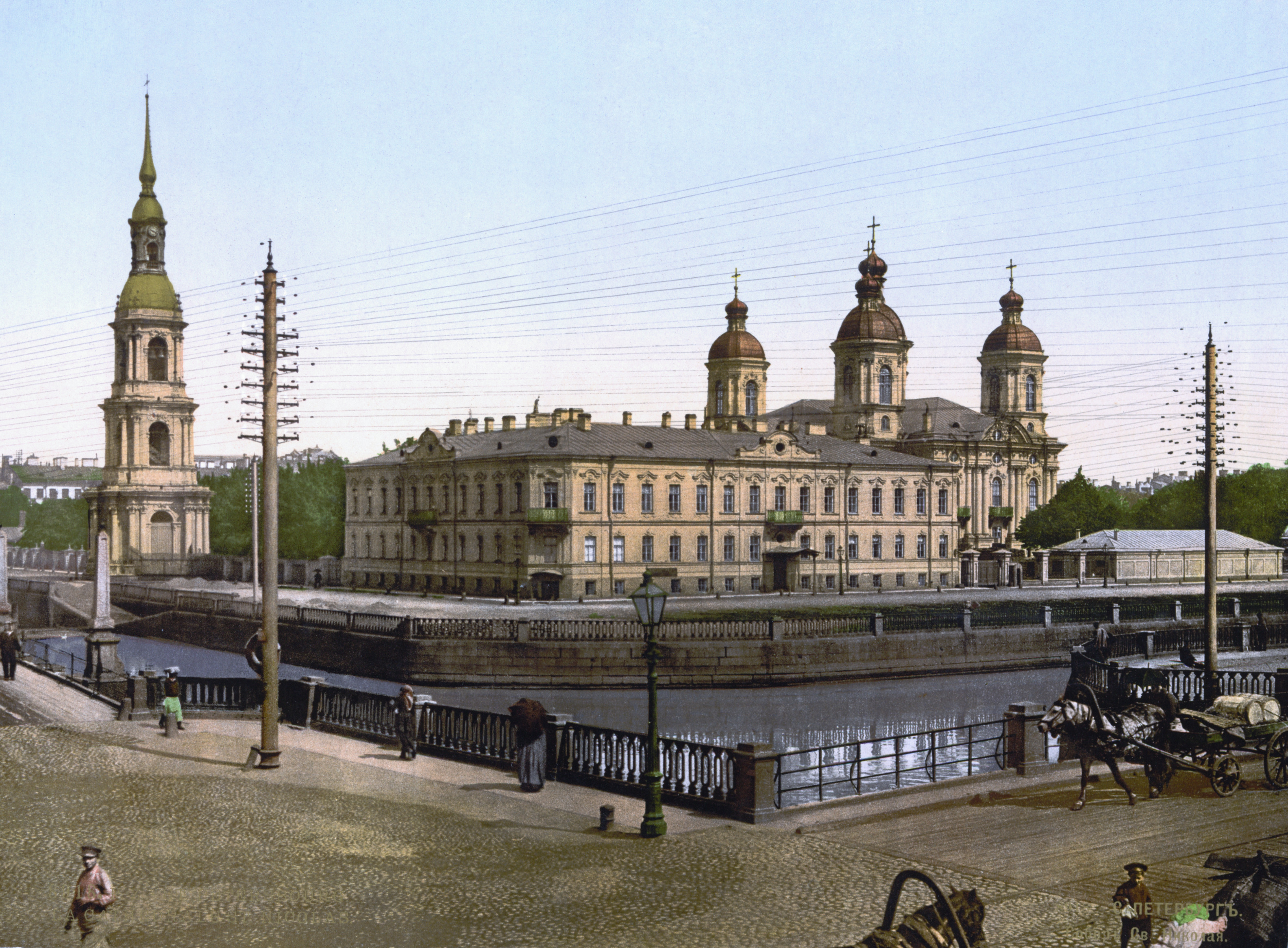
La catedral vora els canals de Kriútxov i Griboiédov, en un fotocrom del

La inferior, per a l'ús diari, és dedicada a Sant Nicolau, es troba mig en penombra i està il·luminada amb llums, espelmes i canelobres; les icones són obra dels germans Fedot i Mina Klokólnikov (1755-57). La peça més venerada de la catedral, una icona grega de sant Nicolau feta al segle xvii amb una porció de les seves relíquies, es troba a l'església inferior. Contrasta clarament amb l'església superior, dedicada a l'Epifania, utilitzada els diumenges i els festius, més àmplia i brillant i amb una exuberant decoració barroca d'ornamentació daurada, estucs i pintures italianitzants. Té un magnífic iconòstasi realitzat entre el 1755 i el 1760 i l'altar fou consagrat en presència de l'emperadriu Caterina la Gran, que va nomenar catedral l'església de nova construcció.
El 1908, al jardí de davant de la catedral es va erigir l'obelisc de Tsushima en memòria dels caiguts a la batalla de Tsushima de la guerra russojaponesa.
Durant l'època soviètica, la catedral va ser una de les poques esglésies de Sant Petersburg que no fou clausurada. El 1967, s'hi va celebrar la missa de difunts per a l'enterrament de la poetessa Anna Akhmàtova. L'església està dedicada als perduts al mar i s'hi troben tot de plaques commemoratives amb els noms dels mariners desapareguts.

## Arquitectura
La catedral de Sant Nicolau pertany a l'estil arquitectònic barroc elisabetià. Té planta de creu grega; la façana, pintada de blanc i blau, està sostinguda amb columnes corínties i arquitraus d'estuc, amb un gran entaulament. La coronen cinc cúpules daurades, la més alta de les quals fa 52 metres. L'església té capacitat per a 5.000 persones.

## Passat recent
L'any 2000 s'hi va consagrar una capella al nivell inferior de la torre del campanar.
A l'església superior, hi ha les plaques commemoratives de la tripulació del submarí nuclear K-278 Komsomolets i de les d'altres submarins soviètics enfonsats. Des de l'any 2000, se celebren a la catedral actes commemoratius per als mariners del submarí K-141 Kursk.